# Lekkoatletyka na Letnich Igrzyskach Paraolimpijskich 2012 – 400 metrów T38 mężczyzn
W biegu na 400 metrów kl. T38 mężczyzn podczas Letnich Igrzysk Paraolimpijskich 2012 rywalizowało ze sobą 11 zawodników. W konkursie udział wzięli sportowcy z porażeniem mózgowym, będący w niewielkim stopniu upośledzeni.

## Wyniki

### Eliminacje
Bieg 1
| Poz. | Zawodnik          | Narodowość        | Rezultat | Uwagi |
| ---- | ----------------- | ----------------- | -------- | ----- |
| 1    | Abbes Saidi       | Tunezja           | 52,32    | Q     |
| 2    | Zhou Wenjun       | Chiny             | 52,57    | Q     |
| 3    | Union Sekailwe    | Południowa Afryka | 53,28    | Q     |
| 4    | Tim Sullivan      | Australia         | 53,67    | q     |
| 5    | Marcel Houssimoli | Vanuatu           | 1:09,03  | q     |
|      | Edson Pinheiro    | Brazylia          | DQ       |       |

Bieg 2
| Poz. | Zawodnik             | Narodowość        | Rezultat | Uwagi |
| ---- | -------------------- | ----------------- | -------- | ----- |
| 1    | Marius Stander       | Południowa Afryka | 53,52    | Q, PR |
| 2    | Omar Monterola       | Wenezuela         | 53,79    | Q     |
| 3    | Mohamed Farhat Chida | Tunezja           | 55,12    | Q     |
| 4    | Milo Toleafoa        | Samoa             | 1:09,97  |       |
| 5    | Filomena Soares      | Timor Wschodni    | 1:14,23  |       |

### Finał
| Poz. | Zawodnik             | Narodowość        | Rezultat | Uwagi |
| ---- | -------------------- | ----------------- | -------- | ----- |
| 1    | Mohamed Farhat Chida | Tunezja           | 50,43    |       |
| 2    | Zhou Wenjun          | Chiny             | 51,56    |       |
| 3    | Union Sekailwe       | Południowa Afryka | 51,97    |       |
| 4    | Abbes Saidi          | Tunezja           | 52,05    |       |
| 5    | Tim Sullivan         | Australia         | 52,39    |       |
| 6    | Marius Stander       | Południowa Afryka | 53,62    |       |
| 7    | Marcel Houssimoli    | Vanuatu           | 1:07,61  |       |
|      | Omar Monterola       | Wenezuela         | DNF      |       |